# Gadiculus argenteus
Il pesce fico (Gadiculus argenteus) è un piccolo pesce di mare della famiglia Gadidae. È l'unica specie del genere Gadiculus.

## Distribuzione e habitat
Questa specie è presente nel mar Mediterraneo occidentale (compreso l'Adriatico) e nell'Oceano Atlantico orientale tra il golfo di Guascogna ed il Marocco con la sottospecie G. argenteus argenteus. Più a nord fino alla Norvegia settentrionale ed all'Islanda è sostituito dall'altra sottospecie Gadiculus argenteus thori.

Vive a profondità notevoli, fino a 1000 metri di fondale e non si incontra mai sopra i 200 metri.

## Descrizione
Questo pesciolino presenta una testa di notevoli dimensioni con occhi molto grandi e bocca obliqua. Il corpo si assottiglia nella parte posteriore ed è compresso lateralmente. Le pinne dorsali sono tre, piuttosto corte, e le pinne anali due, opposte alle ultime due dorsali. La pinna caudale ha bordo concavo, le pinne pettorali sono piccole e così le pinne ventrali, inserite anteriormente alle pettorali.

Il colore è grigio - roseo sul dorso ed argentato sui fianchi.

La taglia è molto piccola, la dimensione massima nota è di 9 cm.

## Alimentazione
Si nutre di piccoli crostacei.

## Pesca
Si cattura con reti a strascico e la sua importanza di mercato è minima, finisce in genere nel misto di minutaglia per fritture di paranza.